# سفارت روسیه در دارالسلام
سفارت روسیه در دارالسلام (به لاتین: Embassy of Russia) سفارت روسیه در تانزانیا است که در دارالسلام (تانزانیا) واقع شده‌است.